# Берёза тополелистная
Берёза тополели́стная (лат. Betula populifolia) — вид растений рода Берёза (Betula) семейства Берёзовые (Betulaceae).

## Распространение и экология
В природе ареал вида охватывает атлантическое побережье Северной Америки — от Ньюфаундленда до озера Онтарио и на юг до Южной Каролины.
Встречается на бесплодных почвах. Обычно образуя чистые насаждения на лесосеках, пожарищах. На плодородных почвах обычно быстро вытесняется более долговечными породами.

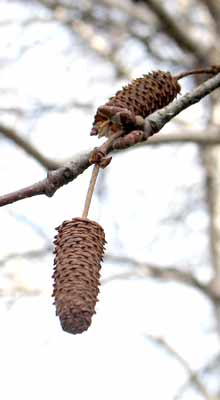
Женские серёжки

Самая недолговечная из древовидных берёз, достигающая в среднем лишь 40 лет. В старости обычно даёт обильные корневые отпрыски.
Очень чувствительна к обдиранию берёсты. Подвержена ветровалу.

## Ботаническое описание

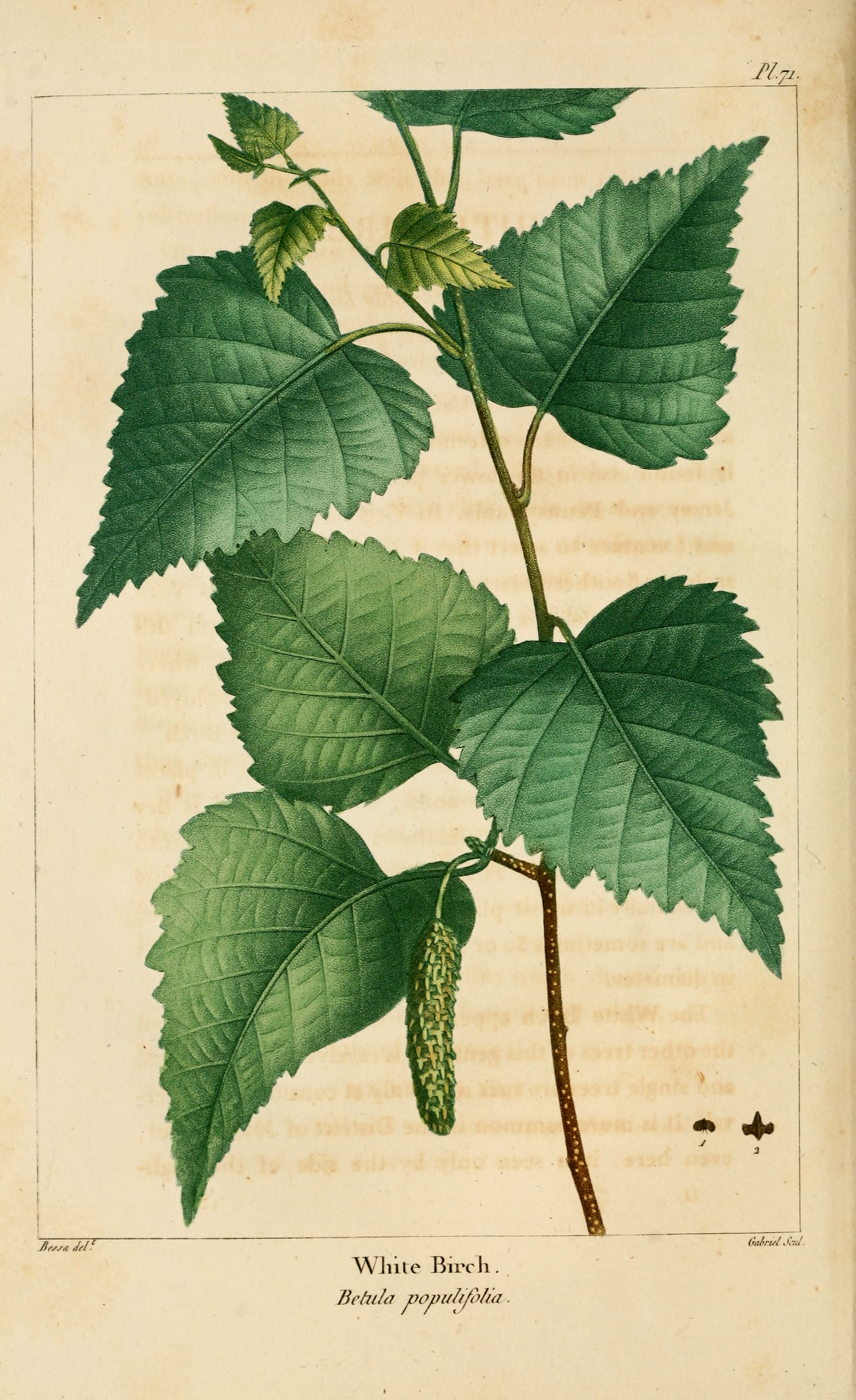
Ботаническая иллюстрация

Дерево высотой до 13 м, ствол диаметром до 25 см. Кора тусклая, белая, как мел, или пепельная, плотная, с трудом разделяется на слои. Ветви приподнимающиеся вверх; молодые веточки слегка свисающие, красновато-коричневые, густо покрытые бородавочками.
Почки тонкие, острые, коричневые, восково-блестящие, отстоящие от ветки. Листья треугольно-яйцевидные до треугольных, длиной 6—8 см, шириной 4—6 см, с усечённым основанием, на конце оттянутые в длинное тонкое острие, по краю неравномерно острозубчатые, голые, сверху блестящие, ярко-зелёные, снизу бледно-зелёные, в молодости клейкие, смолистые, на тонких, голых черешках длиной 1,5—2,5 см.
Пестичные серёжки цилиндрические, длиной 1,5—2,5 см, диаметром 6 мм, прямые или поникшие. Прицветные чешуйки с едва заметным опушением, с длинной равной ширине; средняя лопасть чешуи короче боковых, дугообразно отогнутых к основанию.
Орешки очень мелкие; крыло в полтора раза шире орешка. Вес 1000 семян 0,1 г.

## Значение и применение
Используется главным образом на топливо и углежжение.
В Европе встречается только в ботанических садах. Может использоваться в групповых посадках в парках на бедных почвах, мало пригодных для других деревьев.
Древесина мягкая, коричневая.

## Таксономия
Вид Берёза тополелистная входит в род Берёза (Betula) подсемейства Берёзовые (Betuloideae) семейства Берёзовые (Betulaceae) порядка Букоцветные (Fagales).
|  |                                      |  |                                                             |                                                             |                     |  | ещё 7 семейств (согласно Системе APG II) | ещё 7 семейств (согласно Системе APG II)                   |                                                            |  |  |  | ещё 1—2 рода        | ещё 1—2 рода             |  |  |
|  |                                      |  |                                                             |                                                             |                     |  | ещё 7 семейств (согласно Системе APG II) | ещё 7 семейств (согласно Системе APG II)                   |                                                            |  |  |  | ещё 1—2 рода        | ещё 1—2 рода             |  |  |
|  |                                      |  |                                                             | порядок Букоцветные                                         |                     |  |                                          |                                                            | подсемейство Берёзовые                                     |  |  |  |                     | вид Берёза тополелистная |  |  |
|  |                                      |  |                                                             | порядок Букоцветные                                         |                     |  |                                          |                                                            | подсемейство Берёзовые                                     |  |  |  |                     | вид Берёза тополелистная |  |  |
|  | отдел Цветковые, или Покрытосеменные |  |                                                             |                                                             | семейство Берёзовые |  |                                          |                                                            | род Берёза                                                 |  |  |  |                     |                          |  |  |
|  | отдел Цветковые, или Покрытосеменные |  |                                                             |                                                             |                     |  |                                          |                                                            |                                                            |  |  |  |                     |                          |  |  |
|  |                                      |  | ещё 44 порядка цветковых растений (согласно Системе APG II) | ещё 44 порядка цветковых растений (согласно Системе APG II) |                     |  |                                          | ещё одно подсемейство, Лещиновые (согласно Системе APG II) | ещё одно подсемейство, Лещиновые (согласно Системе APG II) |  |  |  | ещё более 110 видов |                          |  |  |
|  |                                      |  |                                                             | ещё 44 порядка цветковых растений (согласно Системе APG II) |                     |  |                                          |                                                            | ещё одно подсемейство, Лещиновые (согласно Системе APG II) |  |  |  |                     |                          |  |  |